# مقياس سرعة

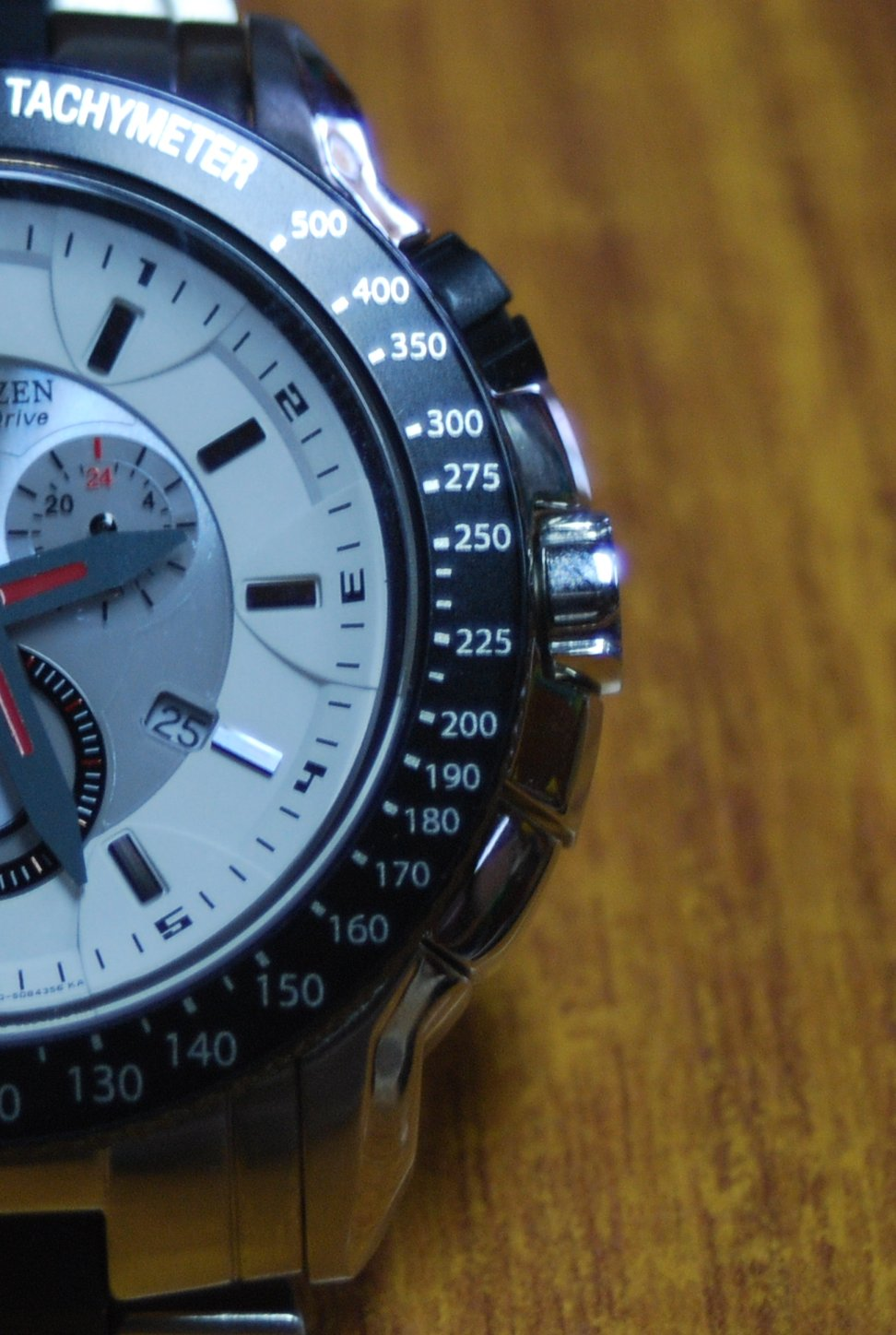
تاكيميتر على غطاء ساعة سيتيزن القابضة

مقياس السرعة  هو مقياس مدرج أحيانًا حول حافة ساعة تناظرية مع جهاز توقيت. ويستخدم لحساب السرعة اعتماداً على وقت الرحلة أو قياس المسافة اعتماداً على السرعة. المسافة بين الأرقام على القرص تحقق النسبة {\displaystyle 1/t}، حيث t الزمن المنصرم.
الوظيفة التي يقدمها التاكيميتر تعتمد على وحدة المسافة، مثال (كيلومتر، متر ، الميل البحري، الميل الخ)، لكن الحسابات تبقى صحيحة طالما استخدمت نفس الوحدات في الحساب. و يمكن استخدامها لقياس الإنتاج الصناعي، كعدد المنتجات في الساعة. التاكيميتر ببساطة يعني تحويل الوقت المنقضي (في الثانية لكل وحدة) إلى سرعة (في وحدات في كل ساعة).

## سرعة القياس
حيث T هي قيمة العدد على التاكيميتر، وحيث t هي الوقت بالثانية لحدوث الفعل، و 3600 هي عدد الثوانِ في الساعة الواحدة.

الجهاز يعرض مرور 35 ثانية، أي حوالي 103 وحدات